# Talagante
Talagante è un comune del Cile, capoluogo della provincia di Talagante. Si trova nella Regione Metropolitana di Santiago. Al censimento del 2002 possedeva una popolazione di 59.805 abitanti.

## Società

### Evoluzione demografica
| Censimento del 1992 | Censimento del 2002 |
| 44.908 ab.          | 59.805 ab.          |